# Маріо Джента
Маріо Джента (італ. Mario Genta, нар. 1 березня 1912, Турин — пом. 9 січня 1993, Генуя) — італійський футболіст, півзахисник. По завершенні ігрової кар'єри — футбольний тренер.
Як гравець насамперед відомий виступами за клуб «Дженова 1893», а також національну збірну Італії.
Чемпіон Італії. Володар Кубка Італії. У складі збірної — чемпіон світу.

## Клубна кар'єра
У дорослому футболі дебютував 1932 року виступами за команду клубу «Ювентус», в якій провів два сезони, взявши участь лише у 1 матчі чемпіонату. За цей час виборов титул чемпіона Італії.
Протягом 1934—1935 років захищав кольори команди клубу «Павія».
Своєю грою за останню команду привернув увагу представників тренерського штабу клубу «Дженова 1893», до складу якого приєднався 1935 року. Відіграв за генуезький клуб наступні одинадцять сезонів своєї ігрової кар'єри. Більшість часу, проведеного у складі «Дженови», був основним гравцем команди. За цей час додав до переліку своїх трофеїв титул володаря Кубка Італії.
Протягом 1946—1950 років захищав кольори команди клубу «Прато».
Завершив професійну ігрову кар'єру у нижчоліговому клубі «Ентелла», за команду якого виступав протягом 1950—1951 років.

## Виступи за збірну
1938 року був включений до складу національної збірної Італії для участі у чемпіонаті світу 1938 року у Франції. Того року італійці удруге поспіль стали чемпіонами світу, проте Джента на поле у матчах світової першості не виходив.
Натомість дебютував у національній команді 1939 року, провів у її складі дві товариські гри.

## Кар'єра тренера
Розпочав тренерську кар'єру, ще продовжуючи грати на полі, 1946 року, очоливши тренерський штаб клубу «Прато».
1954 року став головним тренером команди «Сієна», тренував клуб зі Сьєни один рік.
Згодом протягом 1961–1963 років очолював тренерський штаб клубу «Парма».
1963 року прийняв пропозицію попрацювати у клубі «Модена». Залишив моденську команду 1964 року.
Протягом тренерської кар'єри також очолював команди клубів «Фрозіноне», «Ентелла», «Сестрі Леванте», «Массезе», «Каррарезе» та «Торрес».
Останнім місцем тренерської роботи був клуб «Ентелла», головним тренером команди якого Маріо Джента був з 1973 по 1974 рік.
Помер 9 січня 1993 року на 81-му році життя у місті Генуя.
| Дата       | Місто     | Господарі | Результат | Гості     | Турнір           | Голи | Примітки |
| ---------- | --------- | --------- | --------- | --------- | ---------------- | ---- | -------- |
| 26/03/1939 | Флоренція | Італія    | 3 – 2     | Німеччина | товариський матч | -    |          |
| 26/11/1939 | Берлін    | Німеччина | 5 – 2     | Італія    | товариський матч | -    |          |
| Усього     |           | Матчів    | 2         |           | Голів            | -    |          |

## Титули і досягнення
- Чемпіон Італії (1):

«Ювентус»: 1932–33
- Володар Кубка Італії (1):

«Дженова 1893»: 1936–37
- Чемпіон світу (1):

1938